# Jane Duboc (álbum de 1993)
| Críticas profissionais | Críticas profissionais |
| Avaliações da crítica  | Avaliações da crítica  |
| Fonte                  | Avaliação              |
| ---------------------- | ---------------------- |
| Allmusic               | [ 1 ]                  |

Jane Duboc é o terceiro dos três álbuns epônimos da cantora e compositora brasileira Jane Duboc, e também o seu nono álbum de estúdio. Ele foi lançado em 1993, com o selo "Movieplay". No website oficial da cantora, este álbum é chamado de Jane Duboc - MPB
Em 2008, a música "Acontece" fez parte da trilha sonora da novela Beleza Pura, da Rede Globo, sendo a 7° música da cantora a integrar trilhas sonoras de alguma novela.

## Faixas
| N.º            | Título                     | Compositor(es)                                               | Duração |  |
| 1.             | "A Flor e o Espinho"       | Alcides Caminha, Guilherme de Brito, Nelson Cavaquinho       | 3:42    |  |
| 2.             | "Capim"                    | Djavan                                                       | 2:48    |  |
| 3.             | "Esses Moços"              | Lupicínio Rodrigues                                          | 4:10    |  |
| 4.             | "Nossos Momentos"          | Luiz Reis, Haroldo Barbosa                                   | 3:09    |  |
| 5.             | "Estrada do Sol"           | Dolores Duran, Tom Jobim                                     | 2:43    |  |
| 6.             | "Primavera"                | Carlos Lyra, Vinicius de Moraes                              | 3:49    |  |
| 7.             | "Folhetim"                 | Chico Buarque                                                | 3:15    |  |
| 8.             | "Qualquer Coisa"           | Caetano Veloso                                               | 2:49    |  |
| 9.             | "Acontece"                 | Cartola                                                      | 3:26    |  |
| 10.            | "Linda Flor"               | Cândido Costa, Henrique Vogeler, Marques Porto, Luiz Peixoto | 4:34    |  |
| 11.            | "Começaria Tudo Outra Vez" | Gonzaguinha                                                  | 3:18    |  |
| 12.            | "Ternura Antiga"           | Dolores Duran                                                | 3:52    |  |
| 13.            | "Latin Lover"              | Aldir Blanc, João Bosco                                      | 4:57    |  |
| 14.            | "Aos Nossos Filhos"        | Vitor Martins, Ivan Lins                                     | 3:08    |  |
| 15.            | "Alguém Como Tu"           | Jair Amorim, José Maria de Abreu                             | 3:45    |  |
| 16.            | "Contrato de Separação"    | Dominguinhos, Anastácia                                      | 2:50    |  |
| 17.            | "Bom Dia"                  | A. Cabral, Herivelto Martins                                 | 3:05    |  |
| 18.            | "Chove Lá Fora"            | Tito Madi                                                    | 3:38    |  |
| 19.            | "Só Louco"                 | Dorival Caymmi                                               | 2:46    |  |
| Duração total: | Duração total:             | Duração total:                                               | 65:44   |  |

### Músicas em Trilhas Sonoras de Novela
| Ano  | Novela                   | Música     | Info | Ref.  |
| ---- | ------------------------ | ---------- | ---- | ----- |
| 2008 | Beleza Pura (Rede Globo) | "Acontece" |      | [ 4 ] |